# 張貽憲
张贻宪（?—?），又作张彝宪，字去華，唐朝河间（今河北省河间市）人。
张贻宪是张裼之子，张文蔚之弟。张文蔚在唐末后梁初担任宰相。张贻宪与哥哥张文蔚、张济美，相继以进士及第。贻宪复试后落榜，担任户部巡官、集贤校理。